# Facel Vega FV4
La Facel-Vega FV4 est une voiture française de Grand Tourisme produite par Facel-Vega entre 1957 et 1958.
Construite parallèlement au modèle FV3B, il s’agit d’une version surpuissante spécialement conçue pour la clientèle nord américaine.

## Description
La FV4 dont la production démarre en mai 1957 se distingue de la FV3B par son moteur Chrysler V8 de 5,8 litres (354ci) développant 340 ch.
Plus tard, la cylindrée du moteur est augmentée à 6,4 litres (392ci) pour 375 ch.